# Paeonia steveniana
Paeonia steveniana là một loài thực vật trong chi Mẫu đơn, họ Mẫu đơn. Đây là loài bản địa Kavkaz khu vực Trung Á. Cây có thể thay đổi màu sắc lá, màu xanh lá cây và màu đỏ hiện diện trên thân và lá của một số, nhưng không phải tất cả các cây. Những bông hoa màu hồng rất nhạt trắng.